# 2001: Vesmírná prda
2001: Vesmírná prda (anglicky 2001: A Space Travesty) je americký komediální film z roku 2000, který natočil režisér Allan A. Goldstein. V hlavní roli se objevil Leslie Nielsen.

## Děj
Děj filmu se odehrává v roce 2001 kdy byl unesen americký prezident na Měsíc. Zde byl naklonován a jeho klon byl poslán zpět do Bílého domu, aby zde připravil invazi mimozemšťanů na Zemi. S úkolem zachránit pravého prezidenta je na Měsíc vyslán Richard "Dick" Dix (Leslie Nielsen).

## Obsazení
| Leslie Nielsen            | Richard "Dick" Dix |
| Alexandra Kamp-Groeneveld | Uschi Künstlerová  |
| Verona Feldbusch          | slečna Pustleová   |
| Damien Masson             | Bill Clinton       |
| Natalie Gray              | paní Dixová        |
| Ophélie Winter            | Cassandra Drenáž   |
| Peter Egan                | dr. Griffin Pratt  |